# Eupithecia collega
Eupithecia collega là một loài bướm đêm trong họ Geometridae.